# موسيقى شعبية آشورية سريانية
الموسيقى الشعبية الآشورية السريانية (بالسريانية: ܣܘܪܝܝܐ موسيقَي سَفيَنوثو أوثُرَيثو سُريَيثو)، هي الموسيقى الشعبية الخاصة بالآشوريين/السريان/الكلدان. ويعود أصلها إلى الموسيقى المنتشرة بين أقوام بلاد ما بين النهرين كما تمتاز باستعمالها لثمان مقامات وخاصة في الموسيقى السريانية الكنسية.